# Еміль з Льонеберґи
Еміль з Льонеберґи (швед. Emil i Lönneberga — дослівно «Еміль в Льонеберзі») — літературний персонаж, головний герой циклу з шести творів шведської письменниці Астрід Ліндґрен, які вперше вийшли у Швеції з 1963 по 1986 роки.

## Персонажі
Дія книг відбувається у Швеції на рубежі XIX і XX століть.
Сім'я Свенсон живе на хуторі Катгульт поблизу містечка Льонеберґи в окрузі Смоланд.
Еміль Свенсон — «маленький шибеник і дурень», веселий, цікавий і винахідливий шестирічний сільський хлопчик, який постійно потрапляє в різні комічні ситуації. Він дуже тямущий і знає, як заробити гроші самому, не просячи у батьків. У нього є задатки дбайливого господаря і гарного бізнесмена, чому частково заздрить батько.
У Еміля є молодша сестричка Іда, яка, не по своїй волі, також часто виявляється замішана в витівки брата.
Уже в цьому віці у нього є власна худоба — жеребець Лукас, корова Релла, порося Свинушок і курка, кульгава Лотта.
Із захоплень хлопчика виділяється столярна справа. Кожен раз, коли його замикають в столярній майстерні за пустощі, Еміль вирізає по одному дерев'яному чоловічкові, і з часом їх стає понад 300 штук.
Антон, батько Еміля — церковний староста, що вирізняється дбайливим ставленням до грошей. Багато працює в полі нарівні з найманим працівником Альфредом. Любить свого сина, але найчастіше саме батько мимоволі опиняється в центрі витівок спадкоємця, які відбуваються в Еміля по чистій випадковості. І якщо син чує крик батька: «Еміль!!!» то біжить щодуху в столярну майстерню, закриваючись зсередини, де і перечікує батьківський гнів, вирізаючи дерев'яні фігурки.
Альма, мати Еміля — домогосподарка, яка знає безліч різних рецептів. Веде записи проступків свого сина у спеціальних зошитах, для яких вже немає місця в ящиках столу. Пише з безліччю орфографічних помилок, але це не заважає їй бути найкращою господаркою в окрузі. Особливо їй вдається кров'яна ковбаса — улюблена страва Еміля.
Найкращий друг Еміля — працівник Альфред. Саме завдяки йому маленький шибайголова навчився дуже добре розбиратися в конях, поводитися з худобою і плавати. У хлопця немає сім'ї, тому спілкується він з пустуном, як з власним сином або маленьким братом.
Служниця Ліна, закохана в Альфреда, яка Еміля вельми недолюблює і каже раз у раз, який він шибеник.
Недалеко від Катхульта в будиночку у лісі живе стара Кресе-Мая. Вона приходить іноді до Свенсонів у гості допомогти по господарству і доглянути за дітьми. Любить розповідати всім страшні історії.

## Книги
Цикл творів про Еміля включає три повісті (що зазвичай об'єднуються у збірку), три оповідання (також зазвичай об'єднуються у збірку) і чотири книжки-картинки: Повісті:
1. 1963 — «Пригоди Еміля з Льонеберґи» (Emil i Lönneberga)[3]
2. 1966 — «Нові витівки Еміля з Льонеберґи» (Nya hyss av Emil i Lönneberga)
3. 1970 — «Ще живе Еміль у Льонеберзі» (Än lever Emil i Lönneberga)

Розповіді:
1. 1984 — «Як маленька Іда надумала побешкетувати» (När lilla Ida skulle göra hyss)
2. 1985 — «325-а витівка Еміля» (Emils hyss nr 325)
3. 1986 — «Чим більше, тим краще, — сказав Еміль з Льонеберґи» (Inget knussel, sa Emil i Lönneberga)

Книжки-картинки:
1. 1972 — «Ох вже цей Еміль! »(Den där Emil)
2. 1976 — «Як Еміль вирвав зуб у Ліни» (När Emil skulle dra ut Linas tand)
3. 1995 — «Як Еміль вилив тісто на голову татові» (Emil med paltsmeten)
4. 1997 — «Як Еміль потрапив головою в супницю» (Emil och soppskålen)

Збірки:
1. 1984 — «Пригоди Еміля з Льонеберґи» (Stora Emilboken) — містить всі три повісті.
2. 1989 — «Еміль і малятко Іда» (Ida och Emil i Lönneberga) — містить всі три розповіді.

### Переклад
Український переклад книг про Еміля здійснила Ольга Сенюк.

### Художники
Всі книги про Еміля ілюстрував шведський художник Бйорн Берг. Саме його ілюстрації найбільш відомі в усьому світі.

## Екранізації
| Рік         | Країна     | Назва                                                                 | Режисер      | Еміль                      | Примітка                                                                   |
| ----------- | ---------- | --------------------------------------------------------------------- | ------------ | -------------------------- | -------------------------------------------------------------------------- |
| 1971        | Швеція ФРН | Еміль з Льонеберґи (швед. Emil i Lönneberga)                          | Олле Геллбом | Ян Ольссон                 | Телевізійний художній фільм.                                               |
| 1972        | Швеція ФРН | Нові витівки Еміля з Льонеберґи (швед. Nya hyss av Emil i Lönneberga) | Олле Геллбом | Ян Ольссон                 | Телевізійний художній фільм.                                               |
| 1973        | Швеція ФРН | Еміль і Свінушок (швед. Emil och griseknoen)                          | Олле Геллбом | Ян Ольссон                 | Телевізійний художній фільм.                                               |
| 1974 — 1976 | Швеція ФРН | Еміль з Льонеберґи (швед. Emil i Lönneberga)                          | Олле Геллбом | Ян Ольссон                 | Серіал (13 серій). Всі герої говорять німецькою, а персонажа звуть Міхель. |
| 1985        | СРСР       | Витівки шибеника                                                      | Варіс Брасла | Маріс Зонненбергс-Замбергс | Художній телевізійний фільм, знятий на Ризькій кіностудії .                |